# Cecidomyza pallidula
Cecidomyza pallidula är en tvåvingeart som först beskrevs av Zetterstedt 1852.  Cecidomyza pallidula ingår i släktet Cecidomyza och familjen gallmyggor.
Artens utbredningsområde är Norge. Inga underarter finns listade i Catalogue of Life.